# Registerton
 Bruttoregisterton (BRT) er 100 fod3 af målpligtige lukkede rum. Nettoregisterton (NRT) fratrækker rumfanget af ikke lastebærende rum som indkvartering, brændstof tanke, maskin- og kedelrum.
Hverken Bruttoregisterton eller Bruttotonage må forveksles med skibets vægt der angives som Deplacement